# 드퍼니스 대 오데가드 사건
드퍼니스 대 오데가드 사건(DeFunis v. Odegaard)는 미국 연방대법원 판례이다. 이 사건은 구체적 사건성을 결여하였다고 보아 각하되었다. 마르코 드퍼니스는 워성턴 법학대학원의 입학이 거부되어 소를 제기하였는데, 후에 조건부 입학이 되었고, 소송 중 졸업을 앞두고 있었다. 법원은 이 사건이 구체적 사건성의 예외에 포함되지 않는다고 하였다. 원고가 법학대학원을 졸업하는 것을 막을 수 없으므로 구체적 사건성의 예외인 자발적 중단이 아니며, 다시는 비슷한 처지에 놓이지 않을 것이기 때문에 “심리는 회피할 수 있지만 재발의 가능성이 있음”(Capable Of Repetition, Yet Evading Review) 원칙도 적용되지 않는다고 보았다.